# Da Baydestrian
Da Baydestrian — третий студийный альбом американского рэпера из Окленда Mistah F.A.B., выпущенный 15 мая 2007 года на лейблах SMC Recordings и Thizz Entertainment. Продюсированием занималось несколько битмейкеров, в числе которых Gennessee Lewis, Maxwell Smart, Sean T, Traxamillion, Rob-E, Bedrock, Politics, Trackademicks и Young L. В гостевом участии присутствуют исполнители Keak da Sneak, Messy Marv, Spice 1, Too $hort, Fabo, 2Dolla, Dogwood, Dyson и J. Nash.
Альбом занял 177-ю позицию в чарте Billboard 200 в США и 47-ю позицию в чарте Top R&B/Hip-Hop Albums.

## Список композиций
| №                   | Название                                                             | Продюсер(ы)         | Длительность |
| ------------------- | -------------------------------------------------------------------- | ------------------- | ------------ |
| 1.                  | «Baydestrian»                                                        | Rob-E               | 3:48         |
| 2.                  | «Sideshow (Remix)» (при участии Keak da Sneak и Too $hort)           | Traxamillion        | 3:24         |
| 3.                  | «Life on Track» (при участии J. Nash)                                | Rob-E               | 4:28         |
| 4.                  | «Jamonie Robinson»                                                   | Maxwell Smart       | 4:51         |
| 5.                  | «Furley Ghost»                                                       | Trackademiks        | 4:16         |
| 6.                  | «Crack Baby Anthem» (при участии Messy Marv)                         | Sean T              | 4:42         |
| 7.                  | «Fight Music»                                                        | Rob-E               | 4:28         |
| 8.                  | «On Yo' Way» (при участии Dyson и Too $hort)                         | Bedrock             | 4:56         |
| 9.                  | «Shorty Tryin' 2 Get By» (при участии Gennessee)                     | Gennessee           | 4:42         |
| 10.                 | «Race 4 Ya' Pink Slips» (при участии Keak da Sneak и Spice 1)        | Politics            | 3:31         |
| 11.                 | «Dem Cars»                                                           | Rob-E               | 3:14         |
| 12.                 | «Get This Together»                                                  | Rob-E               | 5:00         |
| 13.                 | «Can't Wait» (при участии Dogwood)                                   | Gennessee           | 3:24         |
| 14.                 | «Feelin' Fine» (при участии Dogwood)                                 | Gennessee           | 4:34         |
| 15.                 | «Goin' Crazy (Big Ol' Butt)» (при участии 2 Dolla, Fabo и Too $hort) | Young L             | 3:15         |
| 16.                 | «Deepest Thoughts»                                                   | Gennessee           | 4:07         |
| 17.                 | «100 Bars»                                                           | Rob-E               | 6:06         |
| Общая длительность: | Общая длительность:                                                  | Общая длительность: | 1:12:45      |

## Над альбомом работали
- Стэнли Пити Кокс Младший — главный исполнитель, исполнительный продюсер
- Тодд Энтони Шон — приглашённый исполнитель (треки: 2, 8, 15)
- Чарльз Кенте Уильямс — приглашённый исполнитель (треки: 2, 10)
- Марвин Уотсон — приглашённый исполнитель (трек 6)
- Gennessee Lewis — приглашённый исполнитель (трек 9), продюсер (треки: 9, 13, 14, 16)
- Роберт Л. Грин Младший — приглашённый исполнитель (трек 10)
- Лефабиан Уильямс — приглашённый исполнитель (трек 15)
- Роб Энея — продюсер (треки: 1, 3, 7, 11, 12, 17)
- Султан Бэнкс — продюсер (трек 2)
- Макс Перри — продюсер (трек 4)
- Джейсон Валерио — продюсер (трек 5)
- Шон Мигель Томпсон — продюсер (трек 6)
- Джосеф Эппресон — продюсер (трек 8)
- Ллойд Омадэбо — продюсер (трек 15)
- Майкл Дентен — миксинг и мастеринг
- Диган Мак Адамс — миксинг
- Дезри Джеффри — исполнительный продюсер
- Монте «Mont Rock» Мэлоун — продюсер-координатор
- Вивиан Чен — обложка
- Доу Джонс — A&R
- Уил Бронсон — A&R

## Позиция в чартах
| Чарт (2007)                            | Позиция |
| -------------------------------------- | ------- |
| США (Billboard 200)                    | 177     |
| США (Billboard Top R&B/Hip-Hop Albums) | 47      |
| США (Billboard Top Rap Albums)         | 21      |
| США (Billboard Independent Albums)     | 20      |
| США (Billboard Top Heatseekers Albums) | 7       |